# Ariadna Cabrol
Ariadna Cabrol (* 1982 in Matadepera, Provinz Barcelona, Katalonien) ist eine spanische Schauspielerin.

## Leben
Cabrol besuchte die Schauspielschule Nancy Tuñón in Barcelona und belegte einen Kurs an der Belarusian State University of Culture and Arts in Minsk. Cabrol machte ihr Filmdebüt in dem Kurzfilm Foc al càntir. Es folgten Episodenrollen in den Fernsehserien Los Serrano und Dance – Der Traum vom Ruhm. 2006 hatte sie eine Nebenrolle im Kinofilm Das Parfum – Die Geschichte eines Mörders. In der Fernsehserie El cor de la ciutat war sie von 2007 bis 2008 in der Rolle der Lydia zu sehen. 2009 verkörperte sie in 59 Episoden der Fernsehserie Un golpe de suerte die Rolle der Tamara. 2011 hatte sie eine Filmrolle im Bollywood-Streifen Man lebt nur einmal – Zindagi Na Milegi Dobara.

## Filmografie
- 2000: Foc al càntir (Kurzfilm)
- 2003: Los Serrano (Fernsehserie, Episode 1x10)
- 2003–2004: Dance – Der Traum vom Ruhm (Un paso adelante) (Fernsehserie, 2 Episoden)
- 2004: Estocolm (Fernsehfilm)
- 2004: Joves
- 2005: Porca misèria (Fernsehserie, Episode 1x10)
- 2006: Das Parfum – Die Geschichte eines Mörders (Perfume: The Story of a Murderer)
- 2006: Matrimonio con hijos (Fernsehserie, Episode 1x10)
- 2007: La stella dei re (Fernsehfilm)
- 2007: Les pel·lícules del meu pare
- 2007: Pactar amb el gat
- 2007: Logic Room – Der Tod ist unberechenbar (La habitación de Fermat)
- 2007: Cuerpo a la carta (Fernsehfilm)
- 2007: Adrenalina (Fernsehfilm)
- 2007–2008: El cor de la ciutat (Fernsehserie, 10 Episoden)
- 2008: Shiver – Die düsteren Schatten der Angst (Shiver)
- 2008: Martini, il valenciano (Fernsehfilm)
- 2009: Apocalypse of the Living Dead
- 2009: Conexão (Mini-Serie, 2 Episoden)
- 2009: Pelotas (Fernsehserie, Episode 1x08)
- 2009: Fahrschein ins Grauen (Dos billetes)
- 2009: Eloise (Eloïse)
- 2009: Un golpe de suerte (Fernsehserie, 59 Episoden)
- 2010: Supercharly (Fernsehserie)
- 2011: Mil cretins
- 2011: Man lebt nur einmal – Zindagi Na Milegi Dobara (Zindagi Na Milegi Dobara)
- 2012: Painless – Die Wahrheit ist schmerzhaft (Insensibles)
- 2012: Las heridas lilas (Kurzfilm)
- 2013: Nunca he estado en Poughkeepsie
- 2013: Panzer Chocolate
- 2014: Sapos y culebras
- 2014: Aún hay tiempo (Kurzfilm)
- 2015: Un pueblo donde Dios no existe (Kurzfilm)
- 2019: Connectats (Kurzfilm)
- 2019: Made in Malta
- 2019: Bellezonismo
- 2020: Sweet Street (Kurzfilm)
- 2022: House Red
- 2022: Ein Sturm zu Weihnachten (A Storm for Christmas, Fernsehserie, 6 Episoden)